# Château de la Motte (Cesny-les-Sources)
Pour les articles homonymes, voir Château de la Motte.
Le château de la Motte est une demeure, construite entre le XVIe et le XVIIe siècle, qui se dresse sur le territoire de l'ancienne commune française d'Acqueville dans le département du Calvados, en région Normandie.
Le château est partiellement protégé aux monuments historiques.

## Localisation
Le château est situé à 900 m au sud-ouest du bourg d'Acqueville, commune déléguée de la commune nouvelle de Cesny-les-Sources,  dans le département français du Calvados.

## Historique
Le château de la Motte a été construit entre 1598 et 1614 pour Nicolas de Grimoult, fidèle compagnon d'Henri IV, futur conseiller au Parlement de Normandie et lieutenant général du bailliage d'Alençon. Il est acquis par J.-B. Berryer, et modifié en 1660, par Louis Berryer, maître des forges et gestionnaire des forêts de Normandie qui le fait entièrement remanier. Le corps de logis est alors précédé d'ailes basses en retour sur la cour, et transformé dans l’ordonnance de sa façade.
En 1726, il revient à la famille du Baudran puis devient, par alliances, la propriété de la famille de Folleville en 1802.
Un pavillon d'entrée est construit en 1852 et les intérieurs du château sont fortement modifiés sous le Second Empire à la demande de son propriétaire d'alors, Louis-Auguste Thibault, notamment par la reconstruction de l'escalier d'honneur en 1865. Une nouvelle compagne de travaux a lieu vers 1890.

## Description

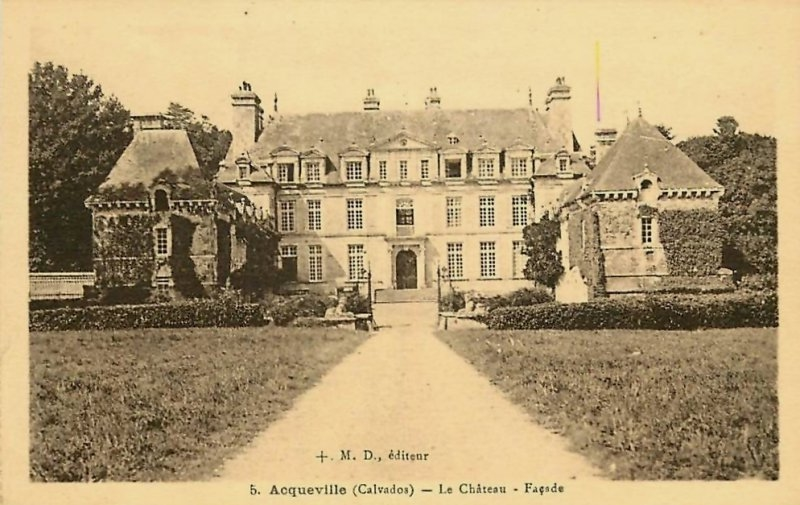
Carte postale du château vers 1910.

Le château se compose d'un corps central (un logis à la façade de style classique, situé en fond de cour) et de deux ailes allongées. L'ensemble est entouré par un fossé.

## Protection aux monuments historiques
Au titre des monuments historiques :
- les façades et toitures de la chapelle ; les façades et toitures du pavillon d'entrée, des communs nord et sud et du colombier ; le saut-de-loup à l'extrémité du tapis vert sont inscrits par arrêté du 11 septembre 1997 ;
- les façades et toitures du château, les deux escaliers latéraux, la cheminée de style Louis XIV située dans une chambre de l'aile sud, la cheminée de style Louis XV provenant de l'abbaye de Villers-Canivet située dans la salle à manger, la cheminée de la cuisine, la cheminée des caves ; la cour d'honneur en totalité avec sa balustrade, sa grille et ses sphinges ; les douves et sauts-de-loup sont classés par arrêté du 26 janvier 1998.

Les avenues du château bénéficient d'une protection en tant que site classé par arrêté du 14 décembre 1943.